# レイクウッズガーデンひめはるの里
レイクウッズガーデンひめはるの里（レイクウッズガーデンひめはるのさと）は、千葉県茂原市にあったテーマパーク。八幡湖の畔に位置する。
2011年より民間事業者が運営していたが、2020年12月30日に閉園した。

## 概要
1993年（平成5年）7月22日開園し、「美しい花と愛らしい犬たちが作るかけがえのない癒しの空間」が基本コンセプトとなっている。
約400種のバラを原種から系統ごとに鑑賞できる庭園（ローリス・ガーデン）では、ハイブリッド・ティー系ローズの古花・名花を中心に、モダンローズの年代順に作出当時の時代背景と重ねながら楽しむことの出来る施設となっている。アジサイはセントラルパーク、レインボーガーデン、ドッグユニバース、セラピーガーデンと広範囲の山裾に群生している。
春と秋に最盛期を迎えるバラ、5月頃に咲くジャーマンアイリス、園内には四季折々の花々が年内を通して咲いており、特にそのほか希少犬種であるオーストラリアン・ラブラドゥードルとふれあえる（セラピーガーデン内）日本で唯一の場所とされている。愛犬と一緒に楽しめる施設としてドッグランやしつけ教室、トリミング施設、バーベキュー施設（愛犬同伴可）が整備されている。

## 施設
園内は9か所のエリアに分かれており、セントラルパーク（広場・ステージ、センターハウス、売店）、ローリスガーデン（バラ園）、レインボーガーデン、ドッグユニバース（ドッグラン）、ウォーターガーデン（大賀ハス）、クリスタルガーデン（熱帯・亜熱帯植物展示）、セラピーガーデン、森のコテージ、キッズランドの各エリアによって構成されている。森のコテージには、宿泊施設として高台にバンガローが10棟ある。

## アクセス
- 最寄駅・バス
  - JR外房線 茂原駅下車。
    - 南口6番乗り場から茂原市民バス 南部（鶴枝）コースで「ひめはるの里」下車。または南口からタクシーで約15分。
- 最寄インターチェンジ
  - 首都圏中央連絡自動車道（圏央道）茂原長南インターチェンジから自動車で約20分。